# العلاقات السويسرية الفلسطينية
العلاقات السويسرية الفلسطينية هي العلاقات الثنائية بين دولة فلسطين والجمهورية السويسرية.

## التاريخ
على الرغم من أن سويسرا لا تعترف بفلسطين كدولة على المستوى الثنائي، إلا أنها حافظت على علاقاتها مع السلطة الفلسطينية منذ توقيع اتفاقية أوسلو الأولى في عام 1993.
كانت سويسرا ممثلة في فلسطين قبل قيام دولة إسرائيل في عام 1948 بقنصلية تقع في مدينة القدس، إلى جانب وكالة قنصلية تقع في تل أبيب. وبدءًا من عام 1948، قدمت سويسرا المساعدات بشكل خاص لوكالة الأمم المتحدة لإغاثة وتشغيل اللاجئين الفلسطينيين (الأونروا).
في عام 1993 وضعت سويسرا برنامجًا تنمويًّا لاستكمال جهود المساعدات الإنسانية، كما افتتحت سويسرا مكتب تعاون في القدس الشرقية عام 1994 في أعقاب عملية أوسلو للسلام، وافتتحت مكتبًا تمثيليًا لها في فلسطين في مدينة البيرة بالضفة الغربية في عام 2001.
تضع سويسرا الأراضي الفلسطينية المحتلة بين أولويات التعاون الدولي لديها في إطار برامج التنمية، والتي يُحددها برنامج التعاون السويسري الخاص بالشرق الأدنى 2021-2024.
أعلنت الحكومة السويسرية ونتيجة لعملية طوفان الأقصى في أكتوبر 2023 عن استعدادها لحظر حركة حماس.

## التعاون الاقتصادي
في عام 1999 أُبرمت اتفاقية تجارة حرة بين رابطة التجارة الحرة الأوروبية والأراضي الفلسطينية المحتلة، وعلى الرغم من ذلك لا يزال التبادل التجاريّ بين سويسرا والأراضي الفلسطينية المحتلة محدودًا، ففي عام 2021 بلغ حجم التجارة بين البلدين 52 مليار فرنك سويسري.

## التمثيل الدبلوماسي

### الفلسطيني
حتى عام 1994، كان لمنظمة التحرير مكتب اتصال في جنيف.
في عام 1994، أصبح للسلطة الوطنية الفلسطينية تمثيل رسمي لدى سويسرا، وتم افتتاح مكتب التمثيل الرسمي الفلسطيني لدى جنيف.
في عام 2003، افتتحت المفوضية الفلسطينية العامة لدى سويسرا في العاصمة برن، وعُين أنيس القاق رئيسًا لها.
عام 1994 مكتب الوكالة السويسرية للتعاون والتنمية في القدس الشرقية وفي عام 2001 افتتحت مكتبا تمثيليا في رام الله معتمدا لدى السلطة الفلسطينية. وقبل النكبة كانت سويسرا ممثلة في فلسطين من خلال قنصليتها في القدس (المعتمدة لدى الانتداب البريطاني)، بالإضافة إلى وكالة قنصلية في تل أبيب. كما يوجد مكتب تعاون تابع للوكالة السويسرية للتنمية والتعاون في القدس الشرقية.
في عام 2014، تم رفع مستوى التمثيل الدبلوماسي الفلسطيني من مستوى مفوضية عامة إلى بعثة كاملة الامتيازات والحصانات.

### السويسري
قبل النكبة كانت سويسرا ممثلة في فلسطين من خلال قنصليتها في القدس (المعتمدة لدى الانتداب البريطاني)، ولاحقًا من خلال قنصليتها المعتمدة لدى تل أبيب.
نتيجة لاتفاقات أوسلو، افتتحت الكونفدرالية السويسرية عام 1994 مكتب الوكالة السويسرية للتعاون والتنمية في القدس الشرقية.
في عام 2001، افتتحت الكونفدرالية السويسرية مكتبا تمثيليا في رام الله معتمدا لدى السلطة الفلسطينية.